# Азербайджан в древности
Азербайджан в древности — в древности территория современного Азербайджана полностью или частично входило в границы государств Мидия, Атропатена, Великая Армения, Кавказская Албания. Территория современного Азербайджана была населена дагестаноязычными албанскими племенами, иранскими племенами, армянами.
В античный период на территории Азербайджана возникло государство Кавказская Албания (II в. до н. э. — VIII в. н. э.).

## Предыстория
После распада первобытнообщинной структуры на территории Азербайджана стали возникать ранние племенные единицы, находившиеся в тесных отношениях с Месопотамией в конце IV-начале III тысячелетия до н. э. Государство, которое возникло после краха этих государственных институтов, было Манна. Маннейское царство (IX-VI вв. до н. э.) было одним из древнейших царств имевший связи с Ассирией и Урарту. С конца 8-го века до нашей эры-начала 7-го века до нашей эры киммерийцы и скифы, а также саки и массагеты стали играть важную роль в военно-политической истории этой территории из-за частых набегов.
Южный Кавказ был окончательно завоеван Государством Ахеменидов (550-330 до н. э.), примерно в VI веке до нашей эры. Ахемениды, в свою очередь, потерпели поражение от Александра Македонского в 330 году до н. э., и это привело к усилению влияния эллинистической культуры в этом регионе.
Большую часть населения Атропатены и Албании составляли такие племена, как албанцы, сакасены, муги, матиены, амарды, кадуссии, леги, гаргары, утии, каспии и др.

## Сведения древнегреческих и римских авторов
Античные греко-римские авторы, такие как Геродот, Птолемей, Гней Помпей Трог, Страбон, Гай Юлий Солин, Арриан и другие упоминали Великую Армению, Кавказскую Албанию и Атропатену в своих трудах.
Греческий автор Страбон в своем произведении “География”, описывая этнические группы, жившие в Кавказской Албании, отмечал: «В настоящее время один правитель управляет всеми племенами, которые говорят на двадцати шести языках". Он также описывает жизнедеятельность албанцев: полукочевое скотоводство, ремесло, коневодство, садоводство и др.
Геродот в своём произведении «История» дал сведения об албанских племенах и племенах магов, каспиев и удинов. Гекатей Милетский писал о Кавказской Албании в своей "Исторической географии".

## Албания

### Границы
После смерти Александра Македонского на северо-востоке современного Азербайджана и в нескольких южных районах Дагестана было создано древнее государство под названием Албания. Албания граничила с Сарматией, Иберией и Атропатеной. Границы Албании простирались до Каспийского моря на востоке. Габала была первой столицей древней Албании. В эпоху средневековья столица была перенесена в Партав (Барда).
Археологические находки свидетельствуют о том, что Албания была центром международной торговли и албанские племена поддерживали связи с народами, проживающими в западных и северных регионах Кавказа, Средней Азии, Малой Азии, Сирии, Египте и побережье Эгейского моря.
Весь правый берег реки Кура со II века до н. э. до конца IV века н. э., на протяжении около 6 веков, входило в состав государства Великая Армения.

### История
В 331 году до нашей эры, в Гавгамельской битве между правителем Ахеменидов Дарием III и Александром Македонским, албанцы под командованием Атропата сражались вместе на стороне Ахеменидов.
С целью получить контроль над торговым путем из Индии на побережье Черного моря и Греции на Кавказ, в 66 году до н.э. римский полководец Гней Помпей вторгся в Албанию. Страбон сообщает, что в этой битве, известной как битва у реки Кура, победу одержали римские легионеры. Правитель Албании отправил послов в Рим для подписания мирного договора. После этого случая Помпей напал на Иберию, и иберийский правитель объявил о своей верности Риму.
Согласно Плутарху, в 65 году до н. э. Помпей снова напал на Албанию. Албанская армия, возглавляемая братом албанского правителя Оройса - Козисом, состояла из 60 000 пехотинцев и 12 000 кавалеристов. Битва у реки Алазань закончилась победой римлян над албанцами благодаря военной хитрости Помпея. Несмотря на победу, Помпей не двинулся вглубь страны.
В 36 году до н. э. римский полководец Антоний выступил на Кавказ и подчинил себе Иберию и Албанию, но реальная власть по-прежнему принадлежала местным правителям. О дипломатических отношениях Албании с Римом свидетельствует надписи от имени Октавиана Августа.
Римский император Нерон планировал большой поход в Албанию через Дербентский проход в 68 году нашей эры, но этот поход не состоялся из-за смерти Нерона во время мятежа в Риме. В 72-74 годах нашей эры аланские племена, жившие к северу от Дербентского прохода, оккупировали Албанию и вернулись с трофеем. Отношения между Албанией и Римом оставались стабильными до середины III века. После поражения Рима в войне против Сасанидов в середине III века н. э. (приблизительно 252-253 гг. н. э.) Албания стала вассальным государством империи Сасанидов.

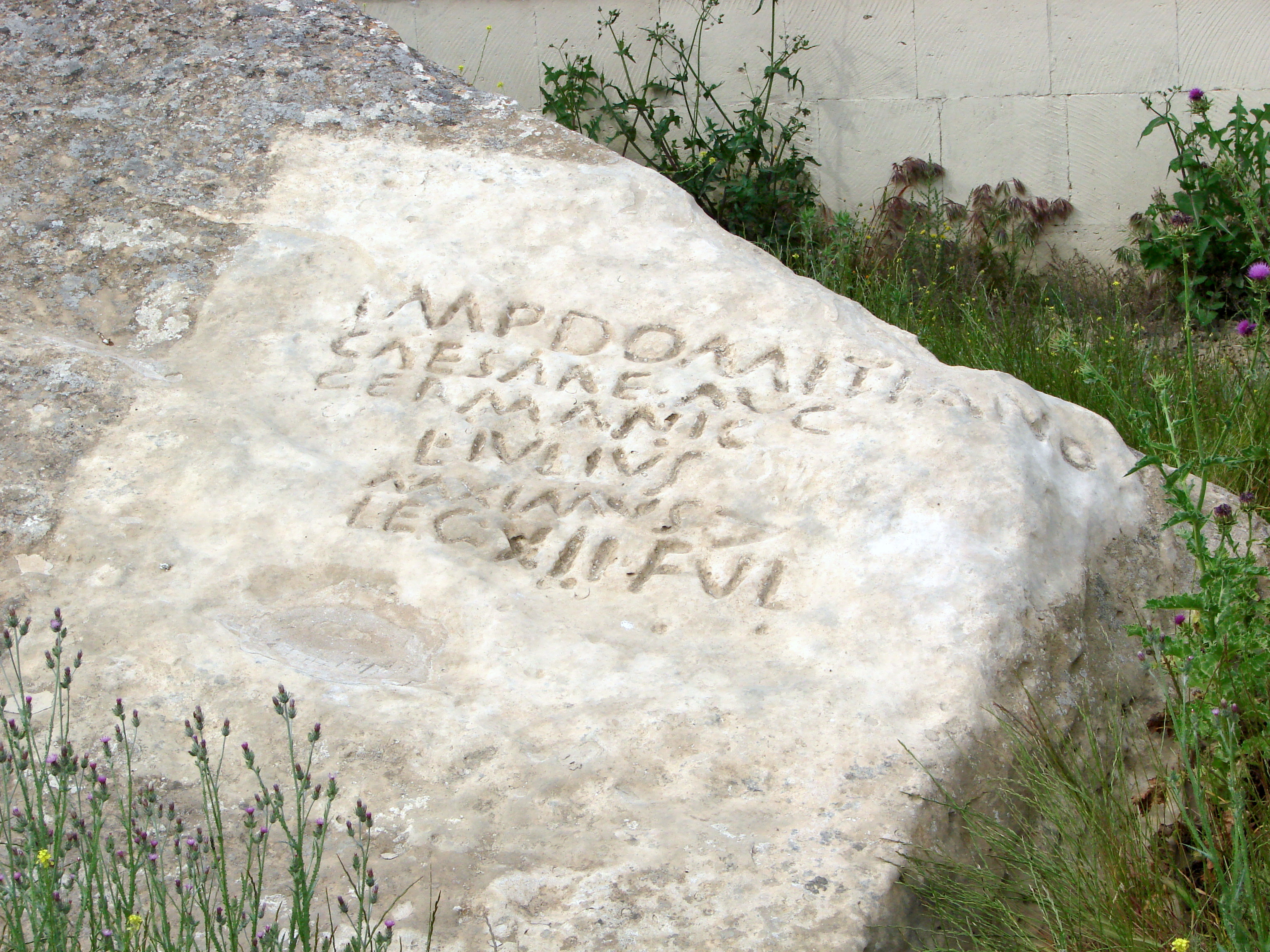
Надпись возле горы Беюкдаш в Гобустане, упоминающая XII Молниеносный легион

В 1899 году близ азербайджанского села Галагах была найдена серебряная тарелка, являвшаяся образцом римской металлобработки. В 1948 году азербайджанским археологом Исааком Джафарзаде была обнаружена наскальная надпись (IMPDOMITIANO CAESARE·AVG GERMANIC L·IVLIVS MAXIMVS> LEG XII·FVL") у юго-восточной части подножия Беюкдаш (70 км от Баку). Исходя из титулов римского императора Домициана, надпись относится к периоду 84-96 годов. Впоследствии надпись была изучена советским исследователем Евгением Пахомовым.

### Эллинизм в Албании
Обнаруженные в ходе археологических раскопок в Азербайджане монеты Александра Македонского свидетельствуют о том, что в этот период были установлены обширные торговые и культурные связи с эллинистическим миром. С середины первого тысячелетия до нашей эры в Албании развивались металлургия и металлообработка, гончарное дело и ткачество. Развитие производства кровельной черепицы в Албании в III веке до н. э. отражает влияние греков на здешнюю городскую культуру.
В 1902 году в селении Бёюк-Дехне (Шекинский район) был обнаружен надгробный памятник II века н.э. с надписью на греческом языке.

### Общественная жизнь
Албанское население состояло из четырех классов. В первый класс входили правитель и предводитель армии, во второй класс - священники, в третий -- военные и земледельцы, а в четвертый класс - простые люди и занятые в хозяйстве.
Согласно греческим и римским авторам, Албания была густонаселенной страной. Люди занимались скотоводством, было много конюшен и пастбищ. В ходе археологических раскопок на территории Албании было обнаружено большое количество снаряжения, предметов быта и оружия, изготовленных местными мастерами. Гончарное дело и керамика играли важную роль в хозяйственной жизни и благосостоянии населения. Албанцы изготавливали из глины строительные материалы (черепицу, кирпич), различную керамику, фигурки людей и животных. Во время археологических раскопок в Мингечевире были найдены многочисленные глиняные сосуды.
С первого века нашей эры в Албании началось местное производство стекла.
Монеты широко использовались в торговле. Серебряные монетные клады, найденные в Шамахе в 1958 году и в Габале в 1966 году, доказали, что албанцы чеканили и использовали монеты для торговли.